# Release World Tour
Il Release World Tour è il tour mondiale che i Pet Shop Boys intrapresero nel 2002 per la promozione dei loro album Release.
Anche dovuto per il sound prettamente acustico dell'album Release, il set sul quale i Pet Shop Boys si esibiscono ha una impostazione prettamente "acustica": vengono a mancare le coreografie e scenografie artistiche da sempre "marchio di fabbrica" delle loro performance e si preferisce uno spettacolo senza ballerini, senza coristo o costumi.
Sul palco non vi sono cambi di scene o entrate particolari e durante tutto il tour i Pet Shop Boys si avvalgono soltanto di due chitarristi supplementari, Bic Hayes e Mark Refoy, di una percussionista, Dawne Adams, e del loro programmatore fisso, Pete Gleadall.

## Brani eseguiti
1. Disco Potential
2. Home and Dry
3. Where The Streets Have No Name (I Can't Take My Eyes Off You)
4. A Red Letter Day
5. I Get Along
6. Love Comes Quickly
7. London
8. You Only Tell Me You Love Me When You're Drunk
9. The Night I Fell in Love
10. Domino Dancing
11. New York City Boy
12. Always on My Mind
13. Was It Worth It?
14. Sexy Northerner
15. Birthday Boy
16. West End Girls
17. Love Is a Catastrophe
18. Go West
19. Being Boring
20. Left to My Own Devices
21. It's a Sin
22. You Choose
23. Philadelphia
24. Here

## Il tour

### The University Tour
| Data        | Città         | Nazione     | Luogo                     |
| ----------- | ------------- | ----------- | ------------------------- |
| 8 febbraio  | Bristol       | Regno Unito | Anston Hall               |
| 9 febbraio  | Keele         | Regno Unito | Keele University          |
| 10 febbraio | Norwich       | Regno Unito | University of East Anglia |
| 12 febbraio | Middlesbrough | Regno Unito | University of Teeside     |
| 13 febbraio | Leicester     | Regno Unito | De Montford University    |
| 13 febbraio | Londra        | Regno Unito | BBC Radio Theatre         |

### Germania
| Data        | Città   | Nazione  | Luogo            |
| ----------- | ------- | -------- | ---------------- |
| 16 febbraio | Colonia | Germania | Live Music Halle |
| 11 aprile   | Amburgo | Germania | Grunspan         |

### Nord America
| Data      | Città         | Nazione               | Luogo                                |
| --------- | ------------- | --------------------- | ------------------------------------ |
| 14 maggio | Miami         | Stati Uniti d'America | The Jackie Gleason Theatre           |
| 15 maggio | Melbourne     | Stati Uniti d'America | Maxwell King Center                  |
| 16 maggio | Atlanta       | Stati Uniti d'America | Dekalb Center                        |
| 18 maggio | Washington    | Stati Uniti d'America | Velvet Nation                        |
| 19 maggio | Boston        | Stati Uniti d'America | Orpheum Theatre                      |
| 21 maggio | New York      | Stati Uniti d'America | Hammstein Ballroom                   |
| 22 maggio | New York      | Stati Uniti d'America | Hammstein Ballroom                   |
| 23 maggio | Montréal      | Canada                | St. Denis Theatre                    |
| 25 maggio | Filadelfia    | Stati Uniti d'America | Electric Factory                     |
| 26 maggio | Toronto       | Canada                | Massey Hall                          |
| 27 maggio | Detroit       | Stati Uniti d'America | State Theater                        |
| 28 maggio | Chicago       | Stati Uniti d'America | Rivera Theater                       |
| 30 maggio | Denver        | Stati Uniti d'America | Auditorium Theater                   |
| 1º giugno | Dallas        | Stati Uniti d'America | Bronco Bowl                          |
| 2 giugno  | Houston       | Stati Uniti d'America | Verizon Wireless Theater             |
| 4 giugno  | San Diego     | Stati Uniti d'America | Copley Symphony Hall                 |
| 5 giugno  | Las Vegas     | Stati Uniti d'America | The Joint (Hard Rock Hotel & Casino) |
| 7 giugno  | Los Angeles   | Stati Uniti d'America | Universal Amphitheatre               |
| 8 giugno  | San Francisco | Stati Uniti d'America | Warfield Theater                     |
| 9 giugno  | San Francisco | Stati Uniti d'America | Warfield Theater                     |

### Europa
| Data      | Città               | Nazione     | Luogo                   |
| --------- | ------------------- | ----------- | ----------------------- |
| 12 giugno | Madrid              | Spagna      | Sala Aqualung           |
| 13 giugno | Barcellona          | Spagna      | Sonar Festival          |
| 15 giugno | Zurigo              | Svizzera    | Volkshaus               |
| 16 giugno | Milano              | Italia      | Discoteca Alcatraz      |
| 17 giugno | Roma                | Italia      | Valle Giulia            |
| 19 giugno | Atene               | Grecia      | Technopolis             |
| 21 giugno | Berlino             | Germania    | Columbia Halle          |
| 22 giugno | Amburgo             | Germania    | Congress Centre Hamburg |
| 23 giugno | Lipsia              | Germania    | Haus Auensee            |
| 24 giugno | Monaco di Baviera   | Germania    | Colisseum               |
| 26 giugno | Bruxelles           | Belgio      | Cirque Royale           |
| 27 giugno | Amsterdam           | Paesi Bassi | Heineken Music Hall     |
| 28 giugno | Roskilde            | Danimarca   | Roskilde Festival       |
| 30 giugno | Stoccolma           | Svezia      | Skansen                 |
| 1º luglio | Göteborg            | Svezia      | Liseberg                |
| 5 luglio  | Parigi              | Francia     | Le Grand Rex            |
| 6 luglio  | Londra              | Regno Unito | Brixton Academy         |
| 8 luglio  | Brighton            | Regno Unito | Brighton Centre         |
| 10 luglio | Grimsby             | Regno Unito | Auditorium              |
| 11 luglio | Sheffield           | Regno Unito | City Hall               |
| 12 luglio | Manchester          | Regno Unito | Apollo                  |
| 14 luglio | Newcastle upon Tyne | Regno Unito | City Hall               |
| 15 luglio | Edimburgo           | Regno Unito | Playhouse               |
| 17 luglio | Nottingham          | Regno Unito | Royal Centre            |
| 18 luglio | Wolverhampton       | Regno Unito | Wolverhampton Centre    |
| 19 luglio | Cambridge           | Regno Unito | Corn Exchange           |
| 21 luglio | Oxford              | Regno Unito | Apollo                  |
| 22 luglio | Bristol             | Regno Unito | Colston Hall            |
| 23 luglio | Nyon                | Svizzera    | Paleo Festival          |

### Asia
| Data      | Città     | Nazione    | Luogo                            |
| --------- | --------- | ---------- | -------------------------------- |
| 27 luglio | Nigata    | Giappone   | Fuji Rock Festival               |
| 31 luglio | Hong Kong | Hong Kong  | Convention and Exhibition Centre |
| 2 agosto  | Bangkok   | Thailandia | Impact Arena                     |